# Spanischer Schweinslippfisch
Der Spanische Schweinslippfisch (Bodianus rufus), oft auch kürzer Spanischer Schweinsfisch oder Atlantischer Schweinsfisch genannt, lebt im tropischen, westlichen Atlantik, von den Bermudas und der Südküste Floridas bis zum südlichen Brasilien, in der Karibik und im Golf von Mexiko.

## Merkmale
Der Spanische Schweinslippfisch kann 60 Zentimeter lang werden. Farblich ist sein Körper zweigeteilt, die vordere und obere Hälfte ist blau, dunkel graublau, violett oder rot. Sie erscheint in tiefem Wasser schwarzblau und kann je nach Alter und Herkunft variieren. Die hintere und untere Körperhälfte ist gelb. Auch der Vorderteil von Rücken-, After- und Bauchflossen ist bläulich, der Hinterteil gelb. Die Mundpartie ist gelb. Bei Jungfischen ist die Grenze zwischen den Farben sehr scharf abgegrenzt.
Die lange Rückenflosse des Spanischen Schweinslippfisch wird von 12 Hartstrahlen und 9 bis 11 Weichstrahlen gestützt, die Afterflosse hat 3 Hart- und 11 Weichstrahlen.

## Lebensweise
Der Spanische Schweinslippfisch wandert über große Gebiete und bewohnt vor allem Fels- und Korallenriffen in Tiefen von einem bis 60 Metern. Er frisst vor allem hartschalige wirbellose Tiere, wie Weichtiere, Krebstiere, Seeigel, Schlangen- und Haarsterne. Dabei begleitet er oft andere Raubfische, wie Makrelen und Muränen durch das Riff. Junge mit einer Größe von 5 bis 15 Zentimeter, betätigen sich als Putzerfisch und beseitigen größere Fische, wie Zackenbarsche von Parasiten und abgestorbenen Hautresten. Spanische Schweinslippfische sind protogyne Hermaphroditen (d. h. zuerst Weibchen, dann Männchen). Eventuell hybridisieren sie mit Bodianus pulchellus.